# Белокрылый муравьиный чекан
Белокрылый муравьиный чекан  (лат. Monticola semirufus) — птица из семейства мухоловковых (Muscicapidae).

## Описание
Длина белокрылого скалистого чекана в среднем 19—21 см. У самцов брюшная сторона тела и подхвостье ярко-каштанового цвета, в отличие от самок. Всё остальное оперение чёрного цвета, иногда с коричневатым оттенком. Самки светлее самцов, в основном они тёмно-коричневого цвета. Имеют на шее светлую вертикальную линию. У обоих полов на каждом крыле по одному белому пятну.

## Распространение
Обитает на территории Эфиопского нагорья — в Эритреи и Эфиопии. Населяет тропические и субтропические леса, саванны и скалистые склоны, граничащие с лесом.

## Образ жизни
Белокрылый скалистый чекан размножается с июня по август. Гнездо строит из стеблей травы и мха, внутри выстилает перьями. Гнезда располагают в основном в щелях скал. В кладке в среднем 3 яйца.
Было замечено, что белокрылый скалистый чекан употребляет в пищу термитов.